# Saison 1 de SeaQuest, police des mers
Chronologie
Saison 2 de SeaQuest, police des mers
Cet article présente le guide des épisodes de la première saison de la série télévisée SeaQuest, police des mers diffusée du 12 septembre 1993 au 22 mai 1994 sur NBC.

## Distribution
- Roy Scheider : Commandant Nathan Bridger
- Stacy Haiduk : Lieutenant Katherine Hitchcock
- Don Franklin : Capitaine Jonathan Ford
- Jonathan Brandis : Lucas Wolenczak
- John D'Aquino : Lieutenant Benjamin Krieg
- Royce D. Applegate : Chef Manilow Crocker
- Ted Raimi : Lieutenant Tim O'Neill
- Marco Sanchez : Sergent Miguel Ortiz
- Stephanie Beacham : Docteur Kristin Westphalen

## Diffusion
- La saison a été diffusée en France du 9 juillet 1995 au 24 décembre 1995 sur TF1.

## Épisodes

### Épisode 1:Être ou ne pas être
- États-Unis : 12 septembre 1993
- France : 9 juillet 1995 sur TF1

- Michael Parks (George Le Chein)
- Shelley Hack (Capitaine Marilyn Stark)
- Eric DaRe (Maxwell Le Chein)
- Brenda King (Carol Bridger)
- Justine Arlin (Commandant Williams)
- W. Morgan Sheppard (Le Professeur)
- Richard Herd (Amiral Noyce)
- Scott Coffey (Bobby)

### Épisode 2:Retour aux sources
- États-Unis : 19 septembre 1993
- France : 3 septembre 1995 sur TF1

- Roscoe Lee Browne (Dr Raleigh Young)
- Robert Engels (Malcolm Landsdowne)
- Richard Herd (Amiral Noyce)

### Épisode 3:Les Merveilles d'Alexandrie
- États-Unis : 26 septembre 1993
- France : 4 novembre 1995 sur TF1

- Lindsay Frost (Savannah Rossovich)
- Erick Avari (Représentant libyen)
- Turhan Bey (Dimitri Rossovich)
- Richard Herd (Amiral Noyce)

### Épisode 4:Échec et Mat
- États-Unis : 3 octobre 1993
- France : 23 juillet 1995 sur TF1

- Alan Scarfe (Dr Rubin Zellar)
- Timothy Omundson (Dr Joshua Levin)
- Jean Barrett (Williams)

### Épisode 5:Le Trésor de la fosse de Tonga
- États-Unis : 10 octobre 1993
- France : 10 septembre 1995 sur TF1

- Yaphet Kotto (Capitaine Jack Clayton)
- Stephen Kronish (Murray Goldwater)
- Rachael Harris (Rose)

### Épisode 6:Frères et Sœurs
- États-Unis : 17 octobre 1993
- France : 16 juillet 1995 sur TF1

- Kellie Martin (Cleo Walker)
- Christopher Pettiet (Zachery Thomas)
- William Russ (Rusty Thomas)

### Épisode 7:Les Anticorps
- États-Unis : 24 octobre 1993
- France : 30 juillet 1995 TF1

- Timothy Omundson (Dr Joshua Levin)
- Udo Kier (Dr Guy Peche)
- Diana Frank (Mademoiselle)

### Épisode 8:Le Prix du pardon
- États-Unis : 31 octobre 1993
- France : 24 septembre 1995 sur TF1

- Timothy Omundson (Dr Joshua Levin)
- John St Ryan (Capitaine Finius Wideman)
- W. Morgan Sheppard (Le Professeur)

### Épisode 9:Le Triangle des Bermudes
- États-Unis : 7 novembre 1993
- France : 6 août 1995 sur TF1

- Timothy Omundson (Dr Joshua Levin)
- Dan Hildebrand (Carlton)
- Elizabeth Storm (Claire)

### Épisode 10:Le Centre de l'univers
- États-Unis : 21 novembre 1993
- France : 8 octobre 1995 sur TF1

- John Bedford Lloyd (Le régulateur)
- Toby Bernard (Butch)
- Michael Desante (Olden)

### Épisode 11:Pour une mine d'or
- États-Unis : 28 novembre 1993
- France : 29 octobre 1995 sur TF1

- David McCallum (Frank Cobb)
- David Morse (Lenny Sutter)
- W. Morgan Sheppard (Le Professeur)

### Épisode 12:L'Apprentissage de la vie
- États-Unis : 19 décembre 1993
- France : 22 octobre 1995 sur TF1

- Seth Green (Mark)
- Sarah Koskoff (Julianna)
- Tim Russ (Martin Clemens)

### Épisode 13:Opération sauvetage
- États-Unis : 2 janvier 1994
- France : 20 août 1995 sur TF1

- Richard Herd (Amiral Noyce)
- Kent McCord (Commandant Scott Keller)
- James Shigeta (Président Chi)
- Steven Williams (Président des Etats Unis)
- Una Damon (en) (Sakata)
- Aki Aleong (Général Tran)

### Épisode 14:Rien que la vérité
- États-Unis : 9 janvier 1994
- France : 27 août 1995 sur TF1

- W. Morgan Sheppard (Le Professeur)
- John Finn (Colonel Shrader)
- Tim Kelleher (Bowman)
- Bradford Tatum (Jackson)

### Épisode 15:Terre de feu
- États-Unis : 16 janvier 1994
- France : 18 novembre 1995 sur TF1

- Roscoe Lee Browne (Dr Raleigh Young)
- Anthony John Denison (Bobby)
- Richard Herd (Amiral Noyce)

### Épisode 16:Le Chant des baleines
- États-Unis : 6 février 1994
- France : 1er octobre 1995 sur TF1

- Jonathan Banks (Maximillian Scully)
- Peter DeLuise (Wiggins)
- Denis Arndt (Bickle)

### Épisode 17:Tigre ou gazelle
- États-Unis : 20 février 1994
- France : 13 août 1995 sur TF1

- Denis Arndt (Bickle)
- Richard Herd (Amiral Noyce)
- Dennis Lipscomb (Tucker)

### Épisode 18:Le Dictateur
- États-Unis : 27 février 1994
- France : 12 novembre 1995 sur TF1

- William Shatner (Milos Tezlof)
- Robert Engels (Malcolm Landsdowne)
- Richard Herd (Amiral Noyce)

### Épisode 19:Soif de pouvoir
- États-Unis : 20 mars 1994
- France : 15 octobre 1995 sur TF1

- Carl Lumbly (Lamm)
- James Shigeta (Président Chi)
- Bonnie Bartlett (Secrétaire générale Andrea Dre)

### Épisode 20:La Sirène
- États-Unis : 1er mai 1994
- France : 17 septembre 1995 sur TF1

- Charlton Heston (Abalon)
- Dustin Nguyen (Chef William Chan)
- Felicity Waterman (Mika)

### Épisode 21:Le Rendez-vous meurtrier
- États-Unis : 8 mai 1994
- France : 3 décembre 1995 sur TF1

- Kent McCord (Scott Keller)
- W. Morgan Sheppard (Le Professeur)
- Dustin Nguyen (Chef William Chan)

### Épisode 22:Massacre d'innocents
- États-Unis : 15 mai 1994
- France : 17 décembre 1995 sur TF1

- Richard Herd (Amiral Noyce)
- Dustin Nguyen (Chef William Chan)
- Luis Guzman (Général Guzmano)

### Épisode 23:Un projet grandiose
- États-Unis : 22 mai 1994 (NBC)
- France : 24 décembre 1995 (TF1)

- Kristoffer Tabori (Dr Wolenczak)
- Richard Herd (Amiral Noyce)
- Dustin Nguyen (Chef William Chan)